# Sigmoria areolata
Sigmoria areolata är en mångfotingart som beskrevs av Shelley 1981. Sigmoria areolata ingår i släktet Sigmoria och familjen Xystodesmidae. Inga underarter finns listade i Catalogue of Life.